# Евдокимовы
Евдоки́мовы (Овдоки́мовы) — русские дворянские и графский роды.
В гербовник внесены три фамилии Евдокимовых:
1. Григорий Евдокимов, произведённый в коллежские советники (1834). (Герб. Часть XI. № 114).
2. Граф Николай Иванович Евдокимов, кавалер ордена святого Георгия 4-й степени (1843). (Герб. Часть XII. № 21 и 25)[1].
3. Гавриил Евдокимов, гренадёр, лейб-кампанец (1751). (Герб. Часть V. № 47).

## Дворяне Евдокимовы
Левка (Леонтий) Дмитриевич убит в Казанском походе (1550) Ивана Грозного и записан в синодик Успенского собора на вечное поминовение. Опричниками Ивана Грозного числились Меньшик и Антон Евдокимовы (1573). Богдан Сафонович владел поместьем в Кашинском уезде (1578). Шесть представителей рода владели поместьями в Орловском уезде (1590). Евдокимов Пётр — дьяк, послан в Крым (1613), воевода в Астрахани (1615—1617), в Пскове (1622—1624). Алексей Петрович служил стольником патриарха Филарета (1627—1629). Григорий Лазаревич владел поместьем в Старо-Оскольском уезде (1644).
Три представителя рода владели населёнными имениями (1699).
Гавриил Евдокимов, из крестьян Казанской губ, лейб-компании гренадер, возведен в потомственное дворянское достоинство Российской Империи 31.12.1741 за участие в дворцовом перевороте 1741 года.

## Графы Евдокимовы
Николай Иванович Евдокимов возведён (17 апреля 1859) в графское достоинство. Он не оставил потомства, но артиллерии полковнику Виктору Яковлевичу Доливо-Добровольскому, женатому на его родственнице, именным Высочайшим указом (16 июня 1862) начальнику штаба войск Дагестанской области, артиллерии полковнику Виктору Яковлевичу Доливо-Добровольскому с потомством его, дозволено принять фамилию и титул родственника жены его, генерал-адъютанта графа Николая Ивановича Евдокимова и именоваться потомственно графами Доливо-Добровольскими-Евдокимовыми.

## Описание гербов

#### Герб. Часть XI. № 114.
Герб коллежского советника Григория Евдокимова: щит пересечен. В первой червленой части, серебряный длинный трилистный крест. Во второй, лазуревой части, на крест положенные серебряный с золотою рукоятью меч и серебряная стрела (изм. польский герб Пржестржал). Щит увенчан дворянскими шлемом и короною. Нашлемник: три серебряных страусовых пера. Намёт: справа — червленый, с серебром, слева — лазуревый, с серебром (дата пожалования 19.03.1837).

#### Герб. Часть XII. № 21.
Герб графа Евдокимова: щит рассечённый, с главою. В первой червлёной части серебряные крепостные развалины на золотой горе, во второй лазоревой части золотая борона, в золотой главе щита, возникающий Императорский орёл, имеющий на груди, в червлёном щите, окруженном цепью ордена Святого Андрея Первозванного золотое коронованное вензелевое изображение имени Государя Императора Александра II.
Щит увенчан графской короной и тремя графскими коронованными шлемами. Нашлемники: средний — возникающий Императорский орел, имеющий на груди, в червлёном щите, окруженном цепью ордена Св. Андрея Первозванного золотое коронованное вензелевое изображение имени Государя Императора Александра II, правый — серебряные крепостные развалины на золотой горе, левый — золотая борона, поставленная на нижний правый угол. Намёты: среднего шлема — чёрный с золотом, правого — червлёный с серебром, левого — лазоревый с золотом.
Щитодержатели: справа горец, держащий копьё с флагом, на нём в червлёном поле золотое орлиное крыло, слева золотая сова с чёрными глазами, клювом, ушами и когтями. Девиз: «СОБОЮ» серебряными буквами на червлёной ленте. Девиз «С Бою» писал собственноручно император Александр II, «Что с бою взято, то свято», это напоминание от Цицерона «Silent enim leges inter arma.».

#### Герб. Часть XII. № 25.
Герб графа Доливо-Добровольского-Евдокимова: щит четверочастный. В первой и четвёртой частях герб графа Евдокимова, то есть рассечённое поле с главою, в котором в первой червленой половине серебряные крепостные развалины на золотой горе, во второй лазуревой половине золотая борона и в золотой главе возникающий Императорский орел, имеющий на груди в червленом щите, окруженном цепью ордена Св. Андрея Первозванного золотое коронованное вензелевое изображение имени Государя Императора Александра II. Во второй и третьей частях герба герб Долива, то есть в лазуревом поле серебряный рыцарский кушак в левую перевязь и на оном три червленые пятилистные розы. Щит увенчан графской короной с пятью графскими коронованными шлемами. Нашлемники: возникающий Императорский орел, имеющий на груди в червленом щите, окруженном цепью ордена Св. Андрея Первозванного золотое коронованное вензелевое изображение имени Государя Императора Александра II; второй — серебряные крепостные развалины на золотой горе, третий — золотая борона, поставленная на нижний правый угол, четвёртый и пятый — два буйволовых рога, лазуревый с серебром и серебряный с лазуревым. Между ними вертикально три червленых розы. Наметы: первого шлема — чёрный с золотом, второго — червленый с серебром, третий — лазуревый с золотом, четвёртого и пятого — лазуревый с серебром. Щитодержатели: справа горец держащий червленый флаг, на котором изображено золотое орлиное крыло, слева золотая сова с черными глазами, клювом, ушами и когтями. Девиз: «СОБОЮ» серебряными буквами на червленой ленте.

#### Герб. Часть V. № 47.
Герб лейб-кампанца гренадера Гавриила Евдокимова: на две части вдоль разделенный щит, у которого правая часть показывает в чёрном поле золотое стропило с наложенными на нем тремя горящими гранатами натурального цвета между тремя серебряными звездами, яко общий знак особливо Нам и всей Империи Нашей при благополучном нашем с помощью Всевышнего на родительский Наш наследный престол вступлении верно оказанной знатной службы и военной храбрости нашей Лейбкомпании, а левая содержит в красном поле серебряный зубчатый серп между четырьмя золотыми чёрным перевязанными хлебными снопами, из которых два в вершине и два в подошве щита. Над щитом несколько открытой к правой стороне обращенный стальной дворянский шлем, который украшает наложенная на него обыкновенная Лейбкомпании гренадерская шапка с красными и белыми страусовыми перьями и с двумя по обеим сторонам распростёртыми орловыми крыльями чёрного цвету, на которых повторены три серебряные звезды. По сторонам щита опущен шлемовной намет красного и чёрного цветов, подложенный с правой стороны серебром, а с левой золотом, с приложенной внизу щита надписью: «За верность и ревность».
Примечание: Гавриил Евдокимов, из крестьян Казанской губернии лейб-компании гренадер, возведен в потомственное дворянское достоинство Российской Империи (31.12.1741). Жалован дипломом на дворянское достоинство (25.11.1751).